# Stenten

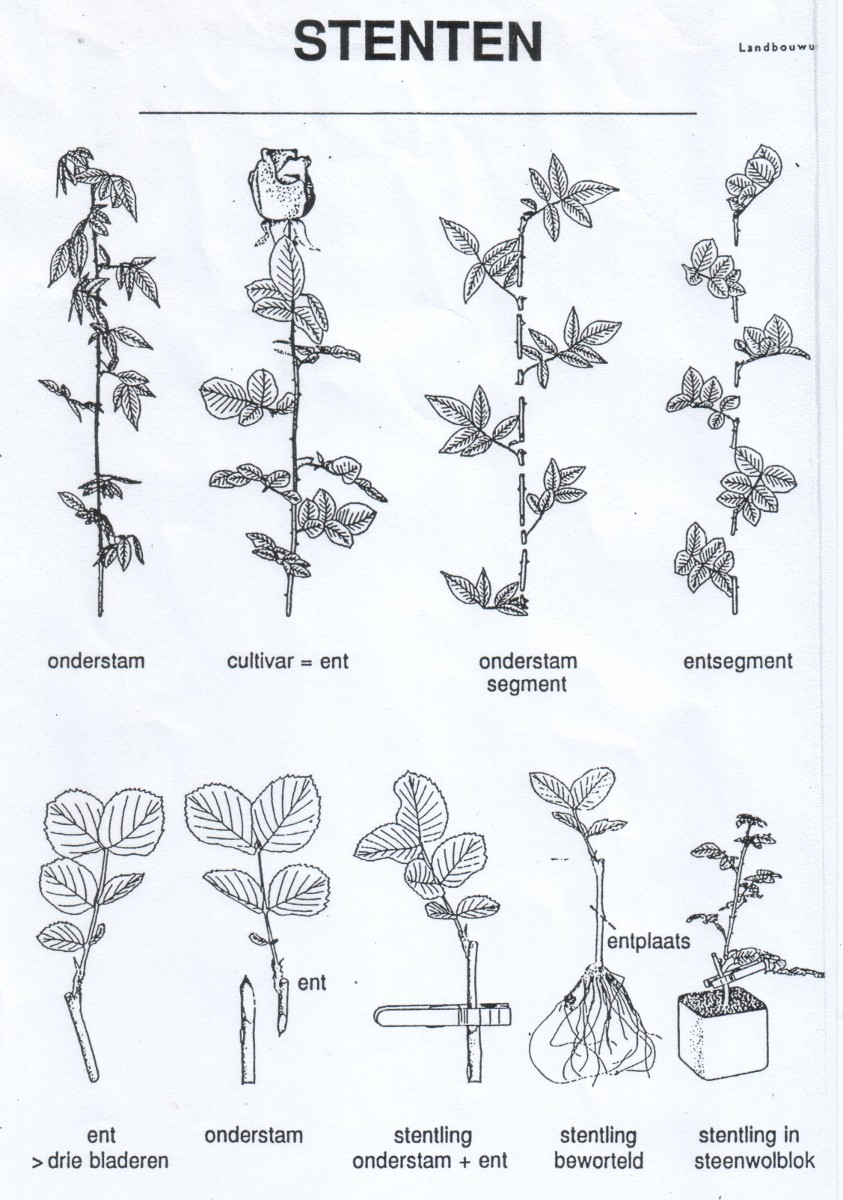
Stenten van rozen

Stenten is een vermeerderingstechniek voor planten, waarbij het stekken en enten wordt gecombineerd. Stenten is wereldwijd de meest gebruikte methode om kasrozen te vermeerderen.
De techniek werd ontwikkeld voor rozen door dr. ir. Peter A. van de Pol van de Landbouwuniversiteit Wageningen. Het nieuwe woord “stenten” als samentrekking van stekken en enten werd in 1979 gepubliceerd in het Vakblad voor de Bloemisterij.